# Beautiful days (GReeeeNの曲)
「beautiful days」（ビューティフル・デイズ）は、GReeeeNの28枚目のシングル。2016年7月27日にZEN MUSICから発売。

## 概要
- 表題曲「beautiful days」は日本テレビ系ドラマ『家売るオンナ』の主題歌に起用。GReeeeNがドラマ主題歌を担当するのは「愛し君へ」以来、3年ぶり[1]。
- 「聴いて感じて動画」がYouTubeにて配信されている。これはメディア露出が一切なく、曲の魅力のみで勝負してきたGReeeeNが聴いて感じてほしいという想いで公開されたもの。
- カップリング曲「ハイタッチ!!!!」はハウステンボス・スーパータワー花火のCMソングとして起用。併せてGReeeeNの楽曲に合わせ花火を打ち上げるという催しも行われた[2]。当日、メンバーから「熊本の皆さんを元気づけられるなら」というメッセージも寄せられた。

## プロモーションビデオ
- 100人のイラストレーター・美大生によるアニメーションとなっている。

## 特典
- オリンピックに向け、「がんばれ！さしぶマンステッカー全5種」が店舗、ライブ会場にて配布されている。

## 収録曲
- 全曲、作詞・作曲：GReeeeN、編曲：JIN

1. beautiful days  [4:11]
  - 日本テレビ系ドラマ『家売るオンナ』主題歌
2. ハイタッチ!!!! [2:54]
  - ハウステンボス・スーパータワー花火 CMソング

## 収録アルバム
- 縁（#1）
- ALL SINGLeeeeS 〜& New Beginning〜（#1）